# Římskokatolická farnost Jámy
Římskokatolická farnost Jámy je územní společenství římských katolíků s farním kostelem svatého Martina v obci Jámy v děkanství žďárském.

## Historie farnosti
Kostel svatého Martina v Jámách byl postaven roku 1792. Stojí na místě původního kostela, jehož historie sahala až před rok 1638.
Ve farnosti byl 30. března 2008 posvěcen poutní kostel Božího milosrdenství a svaté Faustyny ve Slavkovicích. Myšlenka stavby tohoto kostela vznikla v Jubilejním roce 2000. Autorem stavby byl Ludvík Kolek. Poutní tradice na tomto místě započala již při výstavbě od roku 2003, každý rok počet poutníků stoupal, přijíždějí i návštěvníci ze zahraničí. Po vysvěcení kostela se každý rok konají dvě hlavní pouti, a to k Božímu milosrdenství (termín: neděle Božího milosrdenství, tedy první neděli po Velikonocích), a na podzim k uctění řeholnice svaté Faustyny (termín: neděli nejbližší 5. říjnu, dni, který je výročním dnem její smrti). Během roku se poutě konají každou třetí sobotu v měsíci.

## Duchovní správci
Farnost od roku 2009 spravují pallotini. Farářem zde byl od 1. července 2010 P. Mgr. Tomasz Samuel Kazański SAC. Od července 2018 se stal farářem P. Mgr. Jan David SAC. Toho k 1. červenci 2019 vystřídal jako farář dosavadní farní vikář P. Mgr. Wojciech Zubkowicz, SAC.

## Bohoslužby
| Kostel                              | Místo      | Bohoslužba (den)      | Hodina            | Poznámka        |
| ----------------------------------- | ---------- | --------------------- | ----------------- | --------------- |
| svatého Martina                     | Jámy       | neděle úterý          | 8.30 18.00        | farní kostel    |
| Božího milosrdenství a sv. Faustyny | Slavkovice | neděle pátek sobota   | 10.30 16.00 17.00 | filiální kostel |
| sv. Petra a Pavla                   | Veselíčko  | čtvrtek (2. v měsíci) | 17.00             | kaple           |
| Andělů strážných                    | Hlinné     |                       |                   | kaple           |

## Primice
Ve farnosti slavili primice tito novokněží:
- Dne 9. července 1978 v Jámách Jan Peňáz
- Dne 4. července 1987 v Jámách Jiří Čepl
- Dne 6. července 2012 v Jámách Mgr. Karel Janů. [5]
- Dne 25. května 2013 ve Slavkovicích Mgr. Jan David SAC, první pallotin pocházející z České republiky.[6]

## Aktivity ve farnosti
Dnem vzájemných modliteb farností za bohoslovce a bohoslovců za farnosti brněnské diecéze je 26. únor. Adorační den připadá na 15. září.
Každoročně se zde koná tříkrálová sbírka. V roce 2016 se při sbírce vybralo v Jámách 37 030 korun.  Výtěžek sbírky v roce 2019 dosáhl částky 51 125 korun.
Pravidelně při bohoslužbách vystupuje farní sbor a schola.